# Mutanti di Drosophila

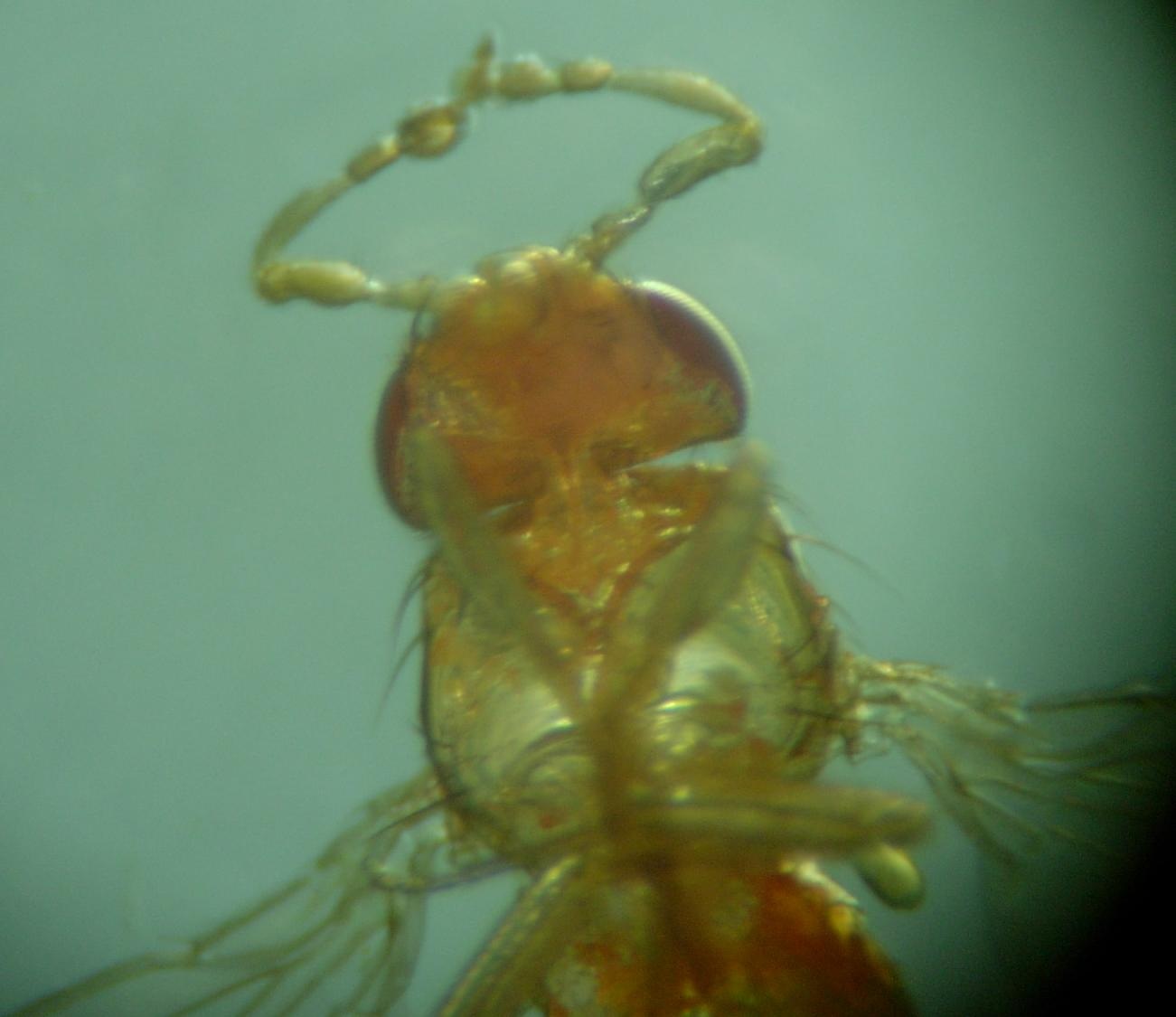
Mutante Antennapedia: un paio di zampe al posto delle antenne

Mutanti di Drosophila melanogaster, comunemente chiamato  moscerino dell'aceto/della vinaccia/vino/banana/frutta
amnesiac: mutante con difficoltà di apprendimento;
Antennapedia: (Antp) con una coppia di zampe sulla testa al posto delle antenne;
Barbie: mutante con un semplice lembo di cuticola al posto dei genitali;
bazooka: con gravi anomalie dell'organizzazione corporea, a volte letali già prima dell'uscita dall'uovo;
bicaudal: mutante che nasce con due aperture anali fuse assieme, testa gravemente sottosviluppata, (né occhi né cervello), senza appendici locomotorie; vive poche ore;
bithorax: mutante con un secondo paio di ali al posto per sostituzione del segmento corporeo dei bilancieri ad opera di un duplicato del segmento precedente;
bladderwing: come bazooka, con gravi anomalie dell'organizzazione corporea, a volte letali già prima dell'uscita dall'uovo;
bubble: come bazooka, con gravi anomalie dell'organizzazione corporea, a volte letali già prima dell'uscita dall'uovo;
cabbage: mutante con difficoltà di apprendimento;
cheapdate: mutante che determina minor resistenza all'alcool: variante di amnesiac;
chico: di piccole dimensioni (meno della metà di una D. normale) ha cellule più piccole e in minor numero;
coitus interruptus: incapace di completare l'accoppiamento;
dachshund: (bassotto): con zampe corte, inadatte alla deambulazione: si dibatte per qualche giorno, fino alla morte per disidratazione;
drop dead:  normale sviluppo, ma morte improvvisa da adulta;
dunce: mutante con difficoltà di apprendimento, primo di una serie numerosa;
eagle: ali ad angolo retto sul corpo;
forkhead:  mutante omeotico con parti della testa in posizione ventrale;
fruitless: il corteggiamento, normale, non è seguito dalla copula;
gengis khan:  il nome deriva in parte dall'accumulo nelle uova della proteina muscolare actina;
gooseberry:  come bazooka, con gravi anomalie dell'organizzazione corporea, a volte letali già prima dell'uscita dall'uovo;
groucho:  con sopracciglia cespugliose, come il più noto dei fratelli Marx;
hunchback: come patch, morte embrionale, con mancanza di varie parti del corpo;
Ken: mutante con un semplice lembo di cuticola al posto dei genitali;
linotte: mutante con difficoltà di apprendimento:
methuselah: mutante con vita di 85-90 giorni (invece di 50-60) e più robusta costituzione: sopravvive senza cibo fino ad 80 ore (50 i non mutanti); resiste 18 ore a 36 gradi °C, (12 i non mutanti); esposti al diserbante paraquat, individui normali diventano letargici e rallentati dopo 12 ore, con 90% di mortalità in 48; i methuselah, ancora normali a 24 ore, dopo 48 ore sopravvivono per oltre il 50%;
miniature:  corpo di dimensioni normali ma ali minuscole e striminzite;
olive: corpo di color oliva invece che scuro;
patch: morte embrionale, con mancanza di varie parti del corpo;
period: mutante con alterazioni dei ritmi biologici, con cicli giornalieri da 19 a 29 ore o addirittura casuali, (in coppia con timeless);
pink: mutante per il colore degli occhi;
pirouette: da adulto, traccia cerchi che si fanno via via sempre più stretti, fino a diventare piroette, dopo di che collassa e muore;
Popeye: come bazooka, con gravi anomalie dell'organizzazione corporea, a volte letali già prima dell'uscita dall'uovo;
rudimentary: corpo di dimensioni normali ma ali minuscole e striminzite;
radish: mutante con difficoltà di apprendimento;
runt:  come patch, morte embrionale, con mancanza di varie parti del corpo;
shaker: caratterizzata da contorsioni convulse e agitazione frenetica delle zampe, muore precocemente;
sieve: muore allo stato embrionale, con abbozzi ancora rudimentali delle varie parti del corpo;
snafu: con anomalie anatomiche grottesche;
spook: come bazooka, con gravi anomalie dell'organizzazione corporea, a volte letali già prima dell'uscita dall'uovo;
stuck:  per problemi al pene, che non riesce ad estrarre dalla femmina, le resta attaccato finendo col morire per inedia;
timeless: determina gravi difficoltà al sonno (in coppia con period);
truncate: corpo di dimensioni normali ma ali minuscole e striminzite;
turnip: mutante con difficoltà di apprendimento;
van gogh: così denominato da biologi cui la disposizione delle setole sulle ali ricordava “le pennellate vorticose che l'artista usò in alcuni dei suoi dipinti”;
white: primo mutante individuato da Morgan, ad occhi bianchi. 
I geni sono denominati dal mutante grazie al quale sono stati scoperti, con l'iniziale maiuscola (dominante) o minuscola (recessivo).